# Steven Baigelman
Steven J. Baigelman es un guionista, productor y director de cine canadiense. Ha escrito y dirigido los guiones de la dramática comedia la cual trata sobre los crímenes Feeling Minnesota (1996), el thriller policial hecha para la producción televisiva Brother's Keeper (2002), el drama de su biografía Get on Up (2014) y el drama de su biografía Miles Ahead (2015). Baigelman a su vez, también creó la serie de televisiva de antología de ABC Wicked City (2015), en la que también se desempeña como productor ejecutivo.

## Primeros años de vida
Baigelman nació en Toronto, Ontario Fue a la Universidad de York, mucho antes de dejar los estudios e irse a la ciudad de Nueva York, Estados Unidos. Baigelman posteriormente estudió interpretación con Sanford Meisner en la Escuela de Teatro Neighborhood Playhouse. Más tarde, siguió estudiando pintura en el City College de Nueva York, exponiendo su obra en galerías de Nueva York y Europa. Mientras pintaba, trabajó días como asistente de producción de películas y comenzó a escribir guiones.

## Carrera profesional
Baigelman empezó su profesión con la película de comedia criminal Feeling Minnesota, siendo el protagonista Keanu Reeves, Cameron Diaz y Vincent D'Onofrio. Realizó y dirigió el guion y la película, que se estrenó el 13 de septiembre de 1996. Más tarde, escribió la película para televisión Brother's Keeper junto con Glenn Gers. La película fue dirigida por John Badham y publicada en USA Network el 29 de enero de 2002.
Escribió el primer guion de la película Get on Up para Imagine Entertainment. Jez y John-Henry Butterworth aportaron a las reescrituras. La idea estuvo parada durante años, hasta que el director Tate Taylor volvió a tomar el guion en 2012. La película se lanzó el 1 de agosto de 2014 en los Estados Unidos y Baigelman tuvo créditos de coautoría.
Baigelman, acompañado de Don Cheadle, escribió el guion de la película biográfica Miles Ahead, que detalla la vida del maestro de la música Miles Davis. A su vez, se desarrolló como productor ejecutivo del proyecto. Posteriormente, desarrolló la siguiente serie de televisiva de antología de drama criminal de ABC Wicked City; Baigelman realizó el guion del primer episodio piloto, que después recibió luz verde de ABC. El proyecto se ordenó en serie en mayo de 2015 y verá la luz el 27 de octubre de 2015. A su vez, actuará como productor ejecutivo junto a David Hoberman, Todd Lieberman y Laurie Zaks.

## Vida personal
Baigelman estuvo emparejado previamente con la productora de cine Gayle Fraser-Baigelman, con la cual tuvo una hija. Posteriormente, se casó con su segunda esposa, Heather Baigelman (su nombre de osltera Fitzgerald), el 10 de noviembre de 2001 en Clark, Nevada. Se divorciaron en 2006.

## Filmografía

### Película
- Feeling Minnesota (1996) (escritor/director)
- Brother's Keeper (2002) (coguionista)
- Get on Up (2014) (co-historia)
- Miles Ahead (2015) (historia/coguionista/productor ejecutivo)

### Televisión
- Wicked City (2015; también productor ejecutivo)